# Phyllanthus friesii
Phyllanthus friesii, biljna vrsta iz porodice filantusovki.  
Trajnica koja naraste do 60 cm visine.. Po životnom obliku je hemikriptofit.